# 雫石町
雫石町（日语：／ Shizukuishi chō */?）是位於日本岩手縣中部的町，隸屬於岩手郡。轄區地處被奧羽山脈包圍的盆地内，雫石川流經城鎮中心旁並往東流，當地人口則集中在雫石車站的周邊地區。雫石町在1993年時曾作為世界高山滑雪錦標賽的場地之一，當地也因擁有御所湖、被指定為日本重要文化財的小岩井農場等景點而聞名。而雫石町在對外通勤與就學上相當依賴東邊的盛岡市。 

## 地理
雫石町境內約71.1%的面積被山林覆蓋，9.9%的土地為農業用地。北部坐落著岩手山、秋田駒岳等海拔超過1000公尺的山岳，其中西北部的岩手山位於十和田八幡平國立公園的範圍內。雫石川、葛根田川、南川流經町内，並在東邊注入御所湖。

### 氣候
由於雫石町地處在被奧羽山脈山岳包圍的盆地内，因此氣溫變化較大。根據統計，2009年至2021年雫石町的年均溫為9.9℃，年均降雨量則為1556毫米。當地降雨集中在6月下旬至9月，約佔全年總降雨量的47%。冬季從奧羽山脈吹來的西北季風則為當地帶來大量的降雪。

## 歷史
雫石町在古時被稱為雫石鄉。當地自古時便有人類居住，境內的遺跡中曾出土屬於上古時代的文物。而「雫石」此一地名最早出現在中世紀的文獻當中。文治5年（1189年），源賴朝在奧州合戰中消滅奧州藤原氏後，將現今岩手縣西部的部分地區封給戶澤橫盛。於是戶澤橫盛成為雫石地區在史書中的首位領主，而戶澤氏在南北朝時代作為南朝方的勢力相當活躍。
延元3年（1338年）北畠顯家在石津之戰中戰死後，吉野朝廷命北畠顯家之弟北畠顯信出任陸奧國的鎮守府將軍。興國元年（1340年），戶澤氏在雫石地區興建滴石城（雫石城）。興國年間（1340年至1347年），北畠顯信暫時駐足在境內的滴石城。正平2年（1347年），奧州管領吉良貞家攻下伊達郡的靈山城。北畠顯信敗逃至滴石城，並在當地駐留至正平6年（1354年）。
天文9年（1540年），三戶南部氏的石川高信攻陷雫石地區，擊敗統治當地的戶澤氏。但當時奧州的情勢相當不穩，各地皆爆發動亂。而高水寺斯波氏的斯波詮高趁奧州動盪之際入侵，並在當地建立御所。其中斯波詮高的二男雫石詮貞分封至滴石城，滴石城也因此被稱為雫石御所。天正14年（1586年）南部信直擊敗斯波氏，雫石城再次成為南部氏的領地。 天正20年（1592年），雫石城在豐臣秀吉的命令下被破壞。而雫石地區則由南部氏的盛岡藩統治至幕末時期。
明治22年（1889年），日本實施町村制，並在當地設置雫石村、御所村、御明神村與西山村。昭和15年（1940年），雫石村改制成雫石町。昭和30年（1955年）4月1日，雫石町與御所村、御明神村、西山村合併成現今的雫石町。
2011年3月11日的日本東北地方太平洋近海地震在雫石町引發震度5弱的地震。

## 行政
現任町長猿子惠久於2022年10月在選舉中成功連任，其任期將持續至2026年11月。

## 經濟
根據日本2015年的國勢調查統計，雫石町的就業人口中有18.2%從事第一級產業，19.6%的就業人口從事第二級產業，60.7%則從事第三級產業。當地的農業以生產稻米、小麥、大豆、黃瓜、番茄等農產品為主。由於雫石町内擁有小岩井農場等觀光與自然景點，因此當地也盛行觀光業。2012年至2017年約有260萬至300萬的遊客造訪當地。

## 教育
雫石町内共有5所小學校與1所中學校（雫石町立雫石中學校）。根據2022年的統計，境內的小學校共有655名學生，中學校則共有374名學生。

## 交通
國道46號與東日本旅客鐵道的秋田新幹線與田澤湖線穿越雫石町的中央地區，為當地的主要交通路線。設置於城鎮中心旁的雫石車站為秋田新幹線與田澤湖線共構的車站，田澤湖線則在境內他處設置赤渕站與春木場站。

## 姐妹城市
雫石町與以下日本城市為友好姐妹城市:
| 城市   | 都縣   | 締結日期      |
| ------ | ------ | ------------- |
| 富士市 | 靜岡縣 | 2013年11月1日 |